# William H. Perry

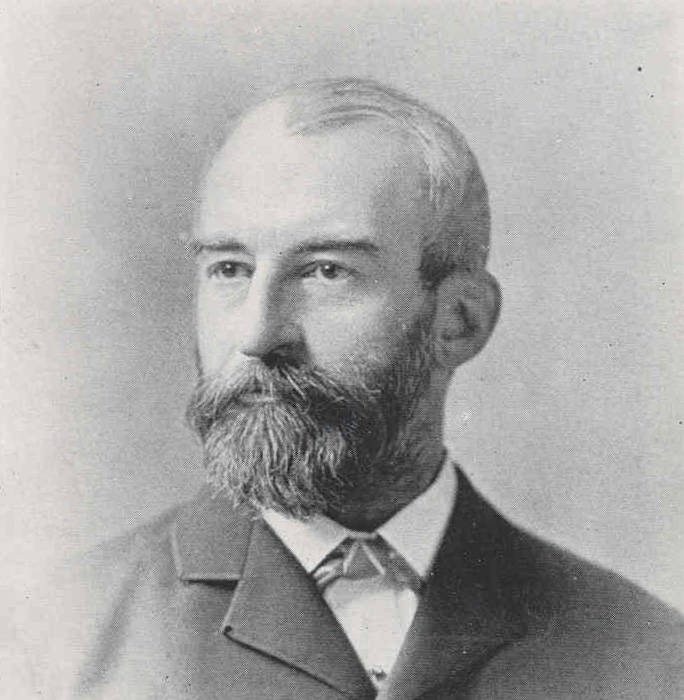
William H. Perry, um 1885

William Hayne Perry (* 9. Juni 1839 in Greenville, South Carolina; † 7. Juli 1902 ebenda) war ein US-amerikanischer Politiker. Zwischen 1885 und 1891 vertrat er den Bundesstaat South Carolina im US-Repräsentantenhaus.

## Werdegang
William Perry besuchte zunächst die Greenville Academy und dann bis 1857 die Furman University in Greenville. Danach studierte er am South Carolina College, der späteren University of South Carolina. Bis 1859 absolvierte er auch noch ein Jahr an der Harvard University. Nach einem anschließenden Jurastudium und seiner im Jahr 1861 erfolgten Zulassung als Rechtsanwalt begann er in Greenville in seinem neuen Beruf zu praktizieren. Während des Bürgerkrieges diente er als Leutnant in der Kavallerie der Armee der Konföderierten Staaten.
Nach dem Krieg arbeitete Perry wieder als Anwalt. Gleichzeitig begann er eine politische Laufbahn als Mitglied der Demokratischen Partei. Im Jahr 1865 war er Delegierter auf einer Versammlung zur Überarbeitung der Staatsverfassung von South Carolina. Zwischen 1865 und 1866 war er auch Abgeordneter im Repräsentantenhaus von South Carolina. Zwischen 1868 und 1872 war Perry Staatsanwalt im achten Gerichtsbezirk seines Staates, von 1880 bis 1884 saß er im Senat von South Carolina.
1884 wurde er im vierten Wahlbezirk von South Carolina in das US-Repräsentantenhaus in Washington, D.C. gewählt. Dort trat er am 4. März 1885 die Nachfolge von John Bratton an. Nach zwei Wiederwahlen konnte er bis zum 3. März 1891 drei zusammenhängende Legislaturperioden im Kongress absolvieren. Im Jahr 1890 verzichtete Perry auf eine erneute Kandidatur. In den folgenden Jahren praktizierte er wieder als Rechtsanwalt. Er starb am 7. Juli 1902 auf seinem Anwesen „Sans Souci“ bei Greenville.